# Elbasani ábécé
Az elbasani ábécé (albánul: Alfabeti i Elbasanit) a feltételezések szerint a 18. század közepén keletkezett nyelvemlék, az első ismert kísérlet az albán nyelv sajátosságait figyelembe vevő betűkészlet megalkotására. Az ábécét egy vitatott szerzőiségű evangéliumfordításhoz dolgozták ki az Elbasan közelében lévő shijoni Szent János Vladimír-kolostorban.

## Története
Az albán nyelv írásrendszerét a 19. századig alapvetően az írástudók felekezete döntötte el: a katolikusok latin, az ortodoxok görög, a muszlimok pedig arab betűkkel írtak. Az egységes albán ábécé hiánya akadálya volt az egységes nemzeti irodalom fejlődésének, és a 18. század közepétől több kísérlet is történt az albán ábécé megalkotására. A legkorábbi ismert próbálkozás az elbasani ábécé, amelyet egy kéziratos evangélium-fordítástöredékhez dolgoztak ki. Magát a kéziratot az albán irodalomtörténetben Elbasani evangélium (Ungjilli i Elbasanit) néven is ismerik. A tiranai Nemzeti Könyvtárban őrzött, 7 x 10 centiméteres könyvecske 30 lapból áll, amelynek 59 oldalán található szöveg. Ezek főként Máté és János evangéliumának részletei, görög forrásból fordítva, valamint olvasható benne a passiótörténet egy érdekes, népies narratívája is, benne a kereszten lévő Jézus és Szűz Mária párbeszédével.
Egy rövid 15. századi húsvéti zsoltárrészlet után az Elbasani evangélium a második legrégibb, az ortodox egyház kebelében született albán nyelvemlék, egyúttal az első ortodox albán Biblia-fordítási kísérlet. Nem egyedüli próbálkozás volt egy önálló albán ábécé megteremtésére, a 18. század végén ugyancsak Elbasan környékén volt szórványos használatban a Dhaskal Todhri nevéhez fűződő, ötvenkét betűből álló, az albán nyelv fonológiai sajátosságaihoz kevésbé alkalmazkodó Todhri ábécé.
A kéziratot Lef Nosi szerezte meg a második világháborúban vagy azt megelőzően, kivégzését követően pedig a magánkönyvtárából került állami kézbe. A felfedezést 1949-ben jelentették be, első kutatója és az ábécé megfejtője Injac Zamputi volt (1949–1951). Az ezt követő évtizedekben elbasani tudósok, Dhimitër Shuteriqi és Mahir Domi is behatóan kutatták a kéziratot.
Az Elbasani evangélium keletkezési ideje és fordítójának személye körül több elmélet ismert. Abban egyetértés van, hogy a kézirat valószínűleg az Elbasan közelében lévő shijoni Szent János Vladimír-kolostorban készült. Leggyakrabban Elbasani névtelenként (Anonimi i Elbasanit) utalnak a fordítóra, de Shuteriqi a borítón található két név – Theodórosz Bogomilosz és Papa Totasi (’Totasi atya’) – egyikében kereste az elbasani ábécé feltalálóját. Robert Elsie Voskopojai Gregoriosz (albánul Grigor Voskopojari) személyéhez köti az evangéliumfordítást, aki 1768-ban Durrës ortodox érseke lett – innen Durrësi Gregoriosz (Grigori i Durrësit) neve –, de előtte Shijonban is időzött, és más forrásokból ismert, hogy megpróbálkozott az Újtestamentum albánra fordításával. Ezek alapján Elsie a dokumentum és az ábécé keletkezését 1761-re tette, jóllehet, korábban a 17. századi keltezés lehetősége is felmerült. Érvelését azzal támasztotta alá, hogy a fordítás valamely délgeg nyelvjárásban készült, némi toszk reminiszcenciával, ami a huzamosabban Elbasan környékén, azaz déli geg vidéken tartózkodó, de Voskopojából származó, toszk albánt beszélő Gregoriosz nyelvhasználatát is leírhatja.

## Leírása
Az ábécé negyven betűből áll, de ezek közül ötöt csak ritkán, segédhangok jelölésére használtak.  Noha némely betű rajzolata emlékeztet a görög vagy szláv betűkére, az ábécé megalkotóját láthatóan az a cél hajtotta, hogy betűrendszerével elszakadjon minden más írásrendszertől, és egy egyedi ábécét hozzon létre. Rendszere kiejtéskövető, fonémalapú, jól leképezi az albán nyelv hangtani sajátosságait. Ez alól csupán az kivétel, hogy a veláris g hangot három betűvel jelöli. A mai albán ábécében kettőzéssel ismert lágy–kemény mássalhangzópárok (l–ll, r–rr) esetében a keményítést (pergetést) a betű fölötti ponttal jelezte, míg a d fölötti pont az nd kettős hangzót jelöli. Szórványosan az írás fölött – a göröghöz hasonlóan – diakritikus jelekkel jelölték a hangsúlyt. Az ábécét megalkotó szerző további érdeme a nemzeti nyelv érdekében kifejtett igyekezete, amellyel a jövevényszavak helyett igyekezett albán megfelelőiket megtalálni vagy kialakítani a szövegben.

A 18. század közepi shijoni evangéliumfordításokból rekonstruált elbasani ábécé